# Nhà Ngô
Nhà Ngô (chữ Nôm: 茹吳, chữ Hán: 吳朝, Hán Việt: Ngô triều) là một triều đại quân chủ trong lịch sử Việt Nam, truyền được hai đời nhưng có tới ba vị vua, kéo dài từ năm 939 đến năm 965. Khoảng thời gian xen giữa từ 944 đến 950 còn có Dương Bình Vương tức Dương Tam Kha. Khác với các triều đại quân chủ Việt Nam sau này, các vua nhà Ngô vẫn xưng tước vương mà chưa xưng đế hiệu trên phạm vi toàn lãnh thổ do họ cai trị. 

## Bối cảnh
Sau khi tiêu diệt nhà Tùy, nhà Đường tiếp tục sửa sang chế độ hành chính và sự phân chia châu quận, tiếp tục cai trị An Nam. Cho đến giữa thế kỷ IX, nhà Đường có biến loạn, ngày càng suy yếu. Lợi dụng thời cơ đó, Khúc Thừa Dụ là một hào trưởng người Việt ở Hồng Châu đã tập hợp nhân dân nổi dậy vào năm 905. Khúc Thừa Dụ đánh đuổi quan lại và binh lính nhà Đường, chiếm giữ phủ thành, xưng Tiết độ sứ. Đầu năm 906, nhà Đường buộc phải công nhận Khúc Thừa Dụ làm Tiết độ sứ An Nam.
Khúc Thừa Dụ làm Tiết độ sứ được hai năm thì mất, con trai là Khúc Hạo lên thay. Khúc Hạo quyết định xây dựng đất nước tự chủ theo đường lối "Chính sự cốt chuộng khoan dung, giản dị, nhân dân đều được yên vui". Khúc Hạo đã làm được nhiều việc lớn: đặt lại các khu vực hành chính, cử người trông coi mọi việc đến tận xã; xem xét và định lại mức thuế, bãi bỏ các thứ lao dịch của thời Bắc thuộc; lập lại sổ hộ khẩu;... Tất cả những việc làm của Khúc Hạo đều nhằm mục đích mang lại cuộc sống ấm no, yên bình, hạnh phúc cho nhân dân.
Trong lúc họ Khúc đang tìm cách xây dựng chính quyền tự chủ ở An Nam như thế, ở miền nam Trung Quốc, Tiết độ sứ Quảng Châu là Lưu Nham đã được sự ủng hộ của quan lại nhà Đường cũ ở đây, tự xưng Hoàng đế, thành lập nước Nam Hán.
Năm 917, Khúc Hạo mất, Khúc Thừa Mỹ lên thay. Khúc Thừa Mỹ sai sứ sang thần phục nhà Hậu Lương, hành động này làm Nam Hán nổi giận. Mùa thu năm 930, vua Nam Hán là Lưu Cung sai Lý Khắc Chính đem quân sang đánh nước ta. Khúc Thừa Mỹ chống cự không nổi, bị quân địch bắt, Nam Hán chiếm giữ An Nam.
Năm 931, một tướng cũ của Khúc Hạo là Dương Đình Nghệ hay tin, đã đem quân từ Ái Châu ra Bắc đánh bại quân Nam Hán, xưng là Tiết độ sứ, tiếp tục xây dựng nền tự chủ. Bảy năm sau tức năm 937, Dương Đình Nghệ bị nha tướng của mình là Kiều Công Tiễn giết chết để đoạt chức, cướp quyền rồi đi thần phục nhà Nam Hán. Được tin Kiều Công Tiễn phản nghịch và thấy việc quy phục nước Nam Hán là nguy hại cho cuộc tự chủ mà họ Khúc và họ Dương đã xây dựng nền móng, Ngô Quyền là nha tướng và con rể của Dương Đình Nghệ, lúc ấy đang cai quản Ái Châu, phát binh tiêu diệt Kiều Công Tiễn.

## Triều vua Ngô Quyền
Năm 938, Ngô Quyền tập hợp lực lượng từ Ái Châu ra đánh Kiều Công Tiễn. Công Tiễn biết mình không đủ sức chống lại Ngô Quyền nên đã sai sứ sang cầu cứu Nam Hán, hi vọng nhà Nam Hán sẽ bảo vệ tính mạng cho hắn lẫn bảo vệ quyền lực mà hắn ta mới cướp được. Hay tin cầu cứu của Công Tiễn, vua Nam Hán là Lưu Nghiễm phong cho con là Vạn vương Lưu Hoằng Tháo (hoặc Hồng Tháo) làm Giao vương, rồi sai Hoằng Tháo đem quân sang, lấy cớ là cứu Công Tiễn nhưng thực chất là xâm lược nước ta. Bản thân vua Lưu Nghiễm đóng quân ở Hát Môn, sẵn sàng tiếp ứng cho Hoằng Tháo.
Ngô Quyền hạ thành Đại La, giết Công Tiễn. Ngô Quyền dự đoán là quân Nam Hán sẽ vào nước ta theo đường sông Bạch Đằng nên ông đã bày trận trên sông Bạch Đằng để đón đánh giặc. Tháng 11 năm 938, đoàn thuyền chiến Nam Hán do Hoằng Tháo chỉ huy hùng hổ kéo vào nước ta thì bị Ngô Quyền đánh tan trong trận Bạch Đằng. Hoằng Tháo bị giết chết, Lưu Nghiễm hốt hoảng vội thu thập tàn binh quay về. Trận Bạch Đằng của Ngô Quyền kết thúc hoàn toàn thắng lợi.
Sau chiến thắng Bạch Đằng năm 938, mưu đồ xâm lược của Nam Hán bị đè bẹp. Năm 939, Ngô Quyền lên ngôi, tức là Tiền Ngô Vương, đóng đô ở Cổ Loa, lập Dương Như Ngọc làm Vương hậu; đặt trăm quan, chế định triều nghi phẩm phục.
Ngô Quyền quyết định bỏ chức Tiết độ sứ của phong kiến phương Bắc, thiết lập một triều đình mới ở trung ương. Vua đứng đầu triều đình, quyết định mọi công việc chính trị, ngoại giao, quân sự; đặt ra các chức quan văn, quan võ, quy định lễ nghi trong triều và màu sắc trang phục của quan lại các cấp.
Ở địa phương, Ngô Quyền cử các tướng có công coi giữ các châu quan trọng. Đinh Công Trứ làm Thứ sử Hoan Châu, Kiều Công Hãn làm Thứ sử Phong Châu,...
Có thể thấy tổ chức bộ máy nhà nước lúc bấy giờ còn sơ khai, đơn giản nhưng được thống nhất từ trung ương đến địa phương. Việc xây dựng chính quyền mới của Ngô Quyền đã thể hiện được ý thức tự chủ giúp đất nước yên bình, nhân dân an vui, đặt nền móng cho một quốc gia độc lập, thống nhất.

## Tranh chấp trong cung đình

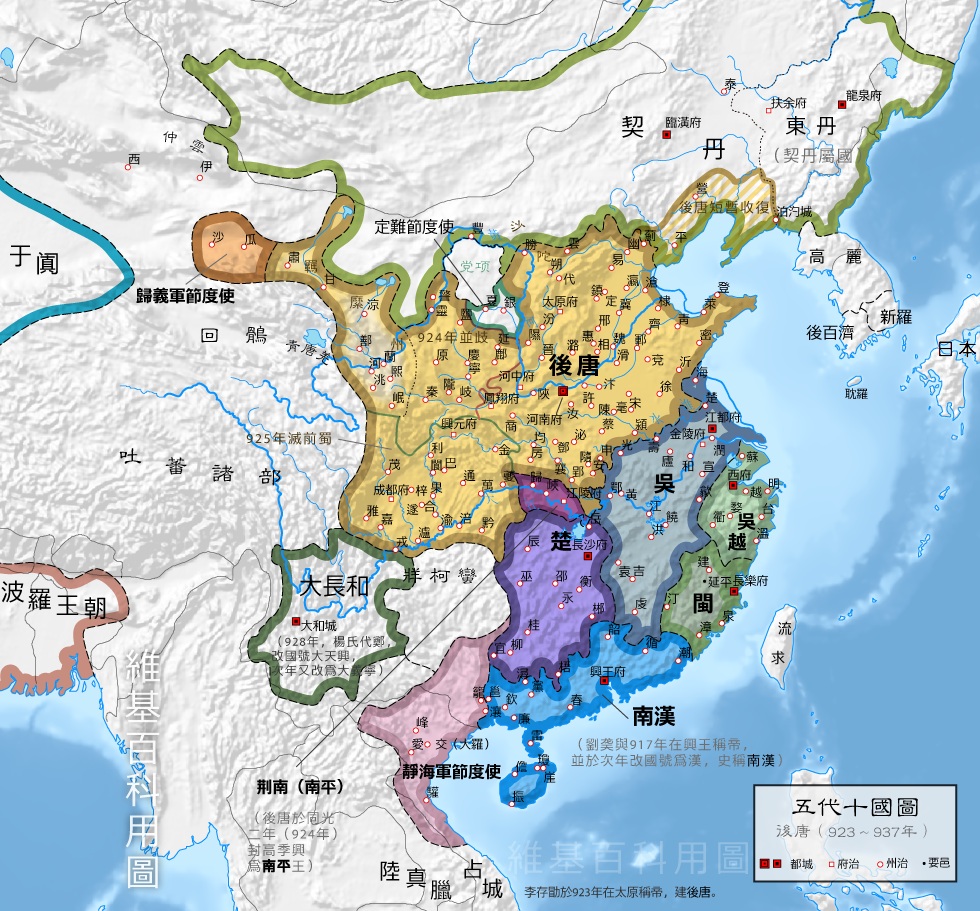
Trung Quốc và Việt Nam (923-936).
nhà Hậu Đường
Ngô (吳)
Ngô Việt (吳越)
Mân (閩)
Sở (楚)
Nam Hán (南漢)
Tĩnh Hải quân (靜海軍)
Kinh Nam (荆南)

Năm 944, Tiền Ngô Vương mất, sai Dương Tam Kha giúp lập thái tử. Dương Tam Kha là anh (có sách nói là em) Dương Thái hậu cướp ngôi, tự xưng Dương Bình Vương.
Con trưởng Ngô Quyền là Ngô Xương Ngập chạy trốn về Nam Sách (Hải Dương). Dương Tam Kha lấy Ngô Xương Văn, con thứ của Ngô Quyền, làm con nuôi. Dương Tam Kha 3 lần sai quân đi bắt Ngô Xương Ngập mà không bắt được vì hào trưởng Nam Sách là Phạm Lệnh Công che chở cho Xương Ngập.
Năm 950, Dương Tam Kha sai Ngô Xương Văn đi đánh Thái Bình. Ngô Xương Văn thuyết phục được 2 tướng Đỗ Cảnh Thạc và Dương Cát Lợi dẫn quân quay lại lật đổ Dương Tam Kha giành lại ngôi vua. Xương Văn không giết Dương Tam Kha mà giáng xuống làm Chương Dương công.
Năm 950, Ngô Xương Văn tự xưng làm Nam Tấn Vương, đóng đô ở Cổ Loa. Ngô Xương Văn cho người đón anh trai Ngô Xương Ngập đang trốn ở Nam Sách trở về, cùng nhau trông coi việc nước. Sử gọi thời kỳ này là Hậu Ngô Vương.
Ngô Xương Ngập cũng làm vua, tự xưng là Thiên Sách Vương (951 – 954). Lúc đó cùng tồn tại hai vua là Nam Tấn Vương và Thiên Sách Vương. Lên ngôi vương, Ngô Xương Ngập lấn át quyền hành của Ngô Xương Văn khiến Xương Văn bất bình rút lui việc chính sự.
Nhưng chỉ được 3 năm, đến năm 954, Ngô Xương Ngập bị bệnh chết, chỉ còn một mình Nam Tấn vương Ngô Xương Văn làm vua.

## Loạn lạc
Lúc nhà Ngô suy yếu, một số thủ lĩnh địa phương nổi dậy cát cứ không thần phục triều đình.
Năm 951, Đinh Bộ Lĩnh ở động Hoa Lư – con Thứ sử châu Hoan đã mất là Đinh Công Trứ – dựa vào vùng núi khe hiểm yếu, không chịu tuân lệnh triều đình. Hai vua Ngô muốn cất quân đi đánh; Bộ Lĩnh sợ, sai con là Đinh Liễn vào triều làm con tin để ngăn chặn việc xuất quân. Hai vua Ngô vương trách Bộ Lĩnh không tự mình đến chầu, rồi bắt giữ Đinh Liễn đem theo quân đi đánh Hoa Lư.
Quân Ngô tấn công hơn một tháng, không đánh nổi. Hai vua Ngô bèn treo Đinh Liễn lên ngọn sào, sai người bảo Bộ Lĩnh, nếu không chịu hàng thì giết Liễn. Nhưng Bộ Lĩnh vẫn không thần phục, lại sai hơn 10 tay nỏ nhắm con mình mà bắn. Ngô Xương Ngập và Ngô Xương Văn kinh sợ nói rằng:
"Ta treo con nó lên là muốn để nó đoái tiếc con mà ra hàng cho chóng. Nó tàn nhẫn như thế, còn treo con nó làm gì."
Vì vậy hai anh em vua Ngô không giết Đinh Liễn mà đem quân về.
Sau khi Thiên Sách vương mất, thủ lĩnh ở quận Thao Giang là Chu Thái quật cường không thần phục nhà Ngô. Nam Tấn vương thân chinh đi đánh, chém được Chu Thái. Từ trận thắng ấy, Nam Tấn vương sinh kiêu ngạo. Năm 965, ông đi đánh thôn Đường và thôn Nguyễn ở Thái Bình, bị phục binh bắn nỏ chết.
Ngô Xương Văn chết, con của Ngô Xương Ngập là Ngô Xương Xí nối nghiệp, nhưng thế lực ngày càng yếu kém. Theo Khâm định Việt sử Thông giám cương mục, trong triều đình Cổ Loa, các đại thần họ Kiều, họ Dương làm loạn (có sách lại nói các đại thần làm loạn là Lã Xử Bình và Kiều Tri Hựu). Xương Xí phải lui về giữ đất Bình Kiều (có sách nói Bình Kiều ở Hưng Yên, lại có thuyết cho rằng ở Thanh Hóa).
Từ năm 966, hình thành 12 sứ quân cát cứ, sử sách gọi là loạn 12 sứ quân, trong đó có người trong hoàng tộc nhà Ngô (Ngô Xương Xí, Ngô Nhật Khánh), các tướng nhà Ngô (Phạm Bạch Hổ, Đỗ Cảnh Thạc, Kiều Công Hãn) và số lớn là các thủ lĩnh địa phương tự nổi dậy (Kiều Thuận, Trần Lãm, Nguyễn Khoan, Nguyễn Thủ Tiệp, Nguyễn Siêu, Lý Khuê, Lã Đường). Thời kỳ này kéo dài đến năm 968 thì bị Đinh Bộ Lĩnh dẹp xong và lập ra nhà Đinh.

## Hành chính

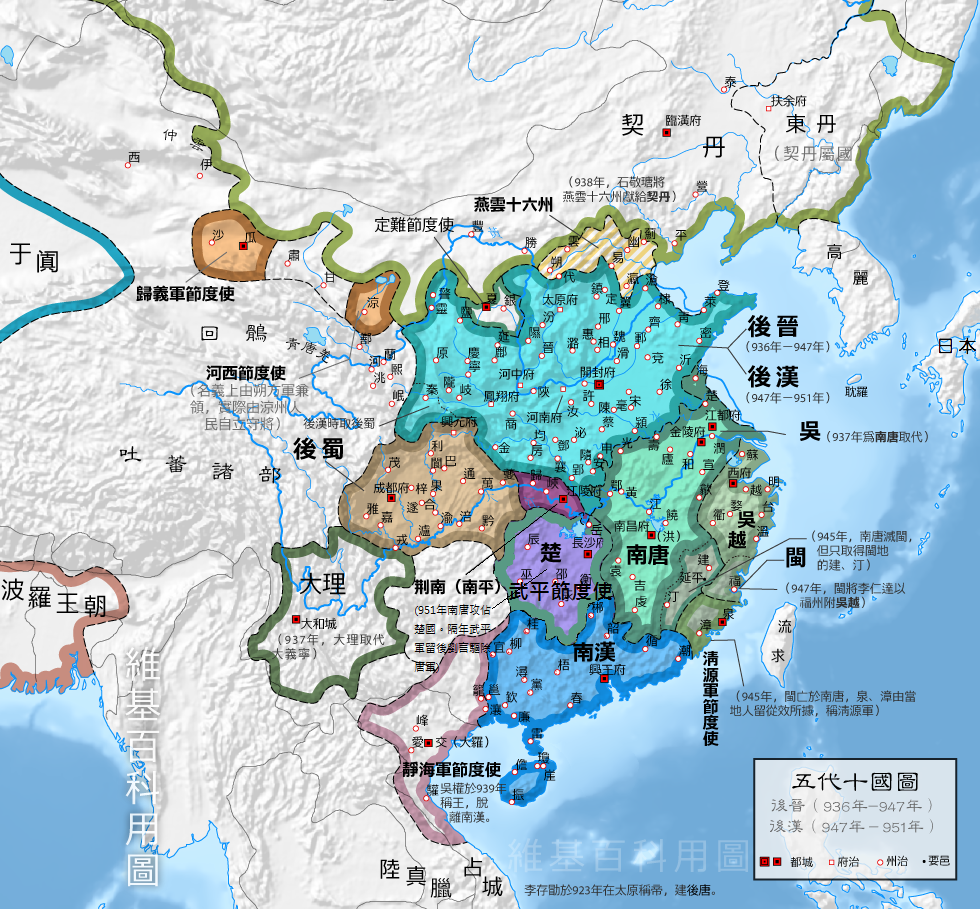
Trung Quốc thời nhà Hậu Tấn (936-947) và nhà Hậu Hán (947-950). Việt Nam bắt đầu tự chủ ở phía Nam.
Hậu Tấn (後晉) và Hậu Hán (後漢)
Hậu Thục (後蜀)
Kinh Nam (荆南)
Sở (楚)
Nam Đường (南唐)
Ngô Việt (吳越)Sau năm 945, lãnh thổ nước Mân trước đây bị phân chia giữa Nam Đường, Ngô Việt và Thanh Nguyên quân
Thanh Nguyên quân (清源軍)
Nam Hán (南漢)

Thời Ngô, lãnh thổ chỉ còn 8 châu (so với 12 châu thời Tự chủ) là:
| - Giao - Lục | - Phúc Lộc - Phong | - Trường - Ái | - Hoan - Diễn |

Bốn châu: Thang, Chi, Vũ Nga và Vũ An thuộc về Nam Hán. Việc thu hẹp lãnh thổ phía bắc này không được sử sách ghi chép rõ. Theo ý kiến của Đào Duy Anh trong Đất nước Việt Nam qua các đời thì 4 châu này bị Nam Hán chiếm, nhưng không rõ vào thời điểm nào: khi Kiều Công Tiễn cầu viện đã để quân Hán tiến vào (937) và Ngô Quyền chưa kịp tập hợp lực lượng tiến ra Đại La (938) hay sau thời điểm trận Đại La, trước trận Bạch Đằng... (cuối năm 938). Theo Nguyễn Khắc Thuần trong Thế thứ các triều vua Việt Nam, không rõ căn cứ theo tài liệu nào, cho rằng Ngô Quyền bàn giao 4 châu này cho Nam Hán "để tiện việc phòng thủ", thì việc này có thể xảy ra sau trận Bạch Đằng hoặc Nam Hán đã chiếm được trước đó mà Ngô Quyền chỉ làm việc công nhận vùng bị mất này thuộc về Nam Hán.

## Ngoại giao
Ngô Quyền tự xưng là Ngô vương, sử sách không xác nhận việc ông quan hệ ngoại giao với các vương triều nào trong số các nước ở phương Bắc thời kỳ Ngũ đại Thập quốc.
Năm 954, Ngô Xương Văn sai sứ sang giao hảo với Nam Hán và xin tiếp viện. Vua Nam Hán là Lưu Thịnh nhận giao hảo của Xương Văn. Sau đó Lưu Thịnh âm mưu cho Lý Dư làm sứ cầm cờ "tinh" sang chiêu dụ nhận Tĩnh Hải quân là phiên thần và phong chức Tiết độ sứ cho Lý Dự để cai quản Đô hộ cho Ngô Xương Văn.
Được tin Lý Dư sắp vào, Ngô Xương Văn cho ngay người đi sang biên giới ngăn lại. Hai bên gặp nhau ở Bạch châu. Sứ của Xương Văn nói với Lý Dư rằng:
Giặc biển đương làm loạn, đường sá đi lại rất khó.
Lý Dư bèn quay về nước. Đó là lần ngoại giao duy nhất giữa nhà Ngô và Nam Hán trong 21 năm tồn tại.

## Danh sách vua
Nhà Ngô được chia làm 2 thời kỳ, Tiền Ngô Vương và Hậu Ngô Vương, tổng cộng có 5 vị vua, trong đó 2 vị không được công nhận.
| Tên thường gọi                 | Tên húy        | Năm sinh - Năm mất | Thời gian trị vì |
| ------------------------------ | -------------- | ------------------ | ---------------- |
| Tiền Ngô Vương                 | Ngô Quyền      | 898 - 944          | 939 - 944        |
| Bình Vương                     | Dương Tam Kha  | ? - 980            | 944 - 950        |
| Hậu Ngô Vương Nam Tấn Vương    | Ngô Xương Văn  | 934 - 965          | 950 - 965        |
| Hậu Ngô Vương Thiên Sách Vương | Ngô Xương Ngập | ? - 954            | 951 - 954        |
| Ngô sứ quân                    | Ngô Xương Xí   | ? - ?              | 965 - 968        |

## Thế phả
|                                                             |                                                             |                                                             |                                                             |                                                             |                                                             |  |  |                                                           |                                                           |                                                           |                                                           |                                                           |                                                           |                                    |                                    |                                              |                                              |                                              |                                              |                                              |                                              |         |  |                      |                      |                      |                      |                      |                      |
|                                                             |                                                             |                                                             |                                                             |                                                             |                                                             |  |  |                                                           |                                                           |                                                           |                                                           |                                                           |                                                           |                                    |                                    | Vua nhà Ngô                                  | Vua nhà Ngô                                  | Vua nhà Ngô                                  | Vua nhà Ngô                                  | Vua nhà Ngô                                  | Vua nhà Ngô                                  |         |  | không được công nhận | không được công nhận | không được công nhận | không được công nhận | không được công nhận | không được công nhận |
|                                                             |                                                             |                                                             |                                                             |                                                             |                                                             |  |  |                                                           |                                                           |                                                           |                                                           |                                                           |                                                           |                                    |                                    | Vua nhà Ngô                                  | Vua nhà Ngô                                  | Vua nhà Ngô                                  | Vua nhà Ngô                                  | Vua nhà Ngô                                  | Vua nhà Ngô                                  | kết hôn |  | không được công nhận | không được công nhận | không được công nhận | không được công nhận | không được công nhận | không được công nhận |
|                                                             |                                                             |                                                             |                                                             |                                                             |                                                             |  |  |                                                           |                                                           |                                                           |                                                           |                                                           |                                                           |                                    |                                    |                                              |                                              |                                              |                                              |                                              |                                              |         |  |                      |                      |                      |                      |                      |                      |
|                                                             |                                                             |                                                             |                                                             |                                                             |                                                             |  |  |                                                           |                                                           |                                                           |                                                           |                                                           |                                                           |                                    |                                    |                                              |                                              |                                              |                                              | nhận nuôi                                    |                                              |         |  |                      |                      |                      |                      |                      |                      |
|                                                             |                                                             |                                                             |                                                             |                                                             |                                                             |  |  |                                                           |                                                           |                                                           |                                                           |                                                           |                                                           |                                    |                                    |                                              |                                              |                                              |                                              | nữ giới                                      |                                              |         |  |                      |                      |                      |                      |                      |                      |
|                                                             |                                                             |                                                             |                                                             |                                                             |                                                             |  |  |                                                           |                                                           |                                                           |                                                           |                                                           |                                                           |                                    |                                    |                                              |                                              |                                              |                                              |                                              |                                              |         |  |                      |                      |                      |                      |                      |                      |
| Ngô Mân ?-?                                                 | Ngô Mân ?-?                                                 | Ngô Mân ?-?                                                 | Ngô Mân ?-?                                                 | Ngô Mân ?-?                                                 | Ngô Mân ?-?                                                 |  |  |                                                           |                                                           |                                                           |                                                           | Tiết độ sứ Dương Đình Nghệ 874-937                        | Tiết độ sứ Dương Đình Nghệ 874-937                        | Tiết độ sứ Dương Đình Nghệ 874-937 | Tiết độ sứ Dương Đình Nghệ 874-937 | Tiết độ sứ Dương Đình Nghệ 874-937           | Tiết độ sứ Dương Đình Nghệ 874-937           |                                              |                                              |                                              |                                              |         |  |                      |                      |                      |                      |                      |                      |
| Ngô Mân ?-?                                                 | Ngô Mân ?-?                                                 | Ngô Mân ?-?                                                 | Ngô Mân ?-?                                                 | Ngô Mân ?-?                                                 | Ngô Mân ?-?                                                 |  |  |                                                           |                                                           |                                                           |                                                           | Tiết độ sứ Dương Đình Nghệ 874-937                        | Tiết độ sứ Dương Đình Nghệ 874-937                        | Tiết độ sứ Dương Đình Nghệ 874-937 | Tiết độ sứ Dương Đình Nghệ 874-937 | Tiết độ sứ Dương Đình Nghệ 874-937           | Tiết độ sứ Dương Đình Nghệ 874-937           |                                              |                                              |                                              |                                              |         |  |                      |                      |                      |                      |                      |                      |
|                                                             |                                                             |                                                             |                                                             |                                                             |                                                             |  |  |                                                           |                                                           |                                                           |                                                           |                                                           |                                                           |                                    |                                    |                                              |                                              |                                              |                                              |                                              |                                              |         |  |                      |                      |                      |                      |                      |                      |
|                                                             |                                                             |                                                             |                                                             |                                                             |                                                             |  |  |                                                           |                                                           |                                                           |                                                           |                                                           |                                                           |                                    |                                    |                                              |                                              |                                              |                                              |                                              |                                              |         |  |                      |                      |                      |                      |                      |                      |
|                                                             |                                                             |                                                             |                                                             |                                                             |                                                             |  |  |                                                           |                                                           |                                                           |                                                           |                                                           |                                                           |                                    |                                    |                                              |                                              |                                              |                                              |                                              |                                              |         |  |                      |                      |                      |                      |                      |                      |
| (1)Tiền Ngô Vương Ngô Quyền 898-939-944                     | (1)Tiền Ngô Vương Ngô Quyền 898-939-944                     | (1)Tiền Ngô Vương Ngô Quyền 898-939-944                     | (1)Tiền Ngô Vương Ngô Quyền 898-939-944                     | (1)Tiền Ngô Vương Ngô Quyền 898-939-944                     | (1)Tiền Ngô Vương Ngô Quyền 898-939-944                     |  |  | Ngô Vương Hậu Dương Như Ngọc ?-?                          | Ngô Vương Hậu Dương Như Ngọc ?-?                          | Ngô Vương Hậu Dương Như Ngọc ?-?                          | Ngô Vương Hậu Dương Như Ngọc ?-?                          | Ngô Vương Hậu Dương Như Ngọc ?-?                          | Ngô Vương Hậu Dương Như Ngọc ?-?                          |                                    |                                    | Dương Bình Vương Dương Tam Kha ?-944-950-980 | Dương Bình Vương Dương Tam Kha ?-944-950-980 | Dương Bình Vương Dương Tam Kha ?-944-950-980 | Dương Bình Vương Dương Tam Kha ?-944-950-980 | Dương Bình Vương Dương Tam Kha ?-944-950-980 | Dương Bình Vương Dương Tam Kha ?-944-950-980 |         |  |                      |                      |                      |                      |                      |                      |
| (1)Tiền Ngô Vương Ngô Quyền 898-939-944                     | (1)Tiền Ngô Vương Ngô Quyền 898-939-944                     | (1)Tiền Ngô Vương Ngô Quyền 898-939-944                     | (1)Tiền Ngô Vương Ngô Quyền 898-939-944                     | (1)Tiền Ngô Vương Ngô Quyền 898-939-944                     | (1)Tiền Ngô Vương Ngô Quyền 898-939-944                     |  |  | Ngô Vương Hậu Dương Như Ngọc ?-?                          | Ngô Vương Hậu Dương Như Ngọc ?-?                          | Ngô Vương Hậu Dương Như Ngọc ?-?                          | Ngô Vương Hậu Dương Như Ngọc ?-?                          | Ngô Vương Hậu Dương Như Ngọc ?-?                          | Ngô Vương Hậu Dương Như Ngọc ?-?                          |                                    |                                    | Dương Bình Vương Dương Tam Kha ?-944-950-980 | Dương Bình Vương Dương Tam Kha ?-944-950-980 | Dương Bình Vương Dương Tam Kha ?-944-950-980 | Dương Bình Vương Dương Tam Kha ?-944-950-980 | Dương Bình Vương Dương Tam Kha ?-944-950-980 | Dương Bình Vương Dương Tam Kha ?-944-950-980 |         |  |                      |                      |                      |                      |                      |                      |
|                                                             |                                                             |                                                             |                                                             |                                                             |                                                             |  |  |                                                           |                                                           |                                                           |                                                           |                                                           |                                                           |                                    |                                    |                                              |                                              |                                              |                                              |                                              |                                              |         |  |                      |                      |                      |                      |                      |                      |
|                                                             |                                                             |                                                             |                                                             |                                                             |                                                             |  |  |                                                           |                                                           |                                                           |                                                           |                                                           |                                                           |                                    |                                    |                                              |                                              |                                              |                                              |                                              |                                              |         |  |                      |                      |                      |                      |                      |                      |
| (2b)Hậu Ngô Vương Thiên Sách Vương Ngô Xương Ngập ?-951-954 | (2b)Hậu Ngô Vương Thiên Sách Vương Ngô Xương Ngập ?-951-954 | (2b)Hậu Ngô Vương Thiên Sách Vương Ngô Xương Ngập ?-951-954 | (2b)Hậu Ngô Vương Thiên Sách Vương Ngô Xương Ngập ?-951-954 | (2b)Hậu Ngô Vương Thiên Sách Vương Ngô Xương Ngập ?-951-954 | (2b)Hậu Ngô Vương Thiên Sách Vương Ngô Xương Ngập ?-951-954 |  |  | (2a)Hậu Ngô Vương Nam Tấn Vương Ngô Xương Văn 934-950-965 | (2a)Hậu Ngô Vương Nam Tấn Vương Ngô Xương Văn 934-950-965 | (2a)Hậu Ngô Vương Nam Tấn Vương Ngô Xương Văn 934-950-965 | (2a)Hậu Ngô Vương Nam Tấn Vương Ngô Xương Văn 934-950-965 | (2a)Hậu Ngô Vương Nam Tấn Vương Ngô Xương Văn 934-950-965 | (2a)Hậu Ngô Vương Nam Tấn Vương Ngô Xương Văn 934-950-965 |                                    |                                    |                                              |                                              |                                              |                                              |                                              |                                              |         |  |                      |                      |                      |                      |                      |                      |
| (2b)Hậu Ngô Vương Thiên Sách Vương Ngô Xương Ngập ?-951-954 | (2b)Hậu Ngô Vương Thiên Sách Vương Ngô Xương Ngập ?-951-954 | (2b)Hậu Ngô Vương Thiên Sách Vương Ngô Xương Ngập ?-951-954 | (2b)Hậu Ngô Vương Thiên Sách Vương Ngô Xương Ngập ?-951-954 | (2b)Hậu Ngô Vương Thiên Sách Vương Ngô Xương Ngập ?-951-954 | (2b)Hậu Ngô Vương Thiên Sách Vương Ngô Xương Ngập ?-951-954 |  |  | (2a)Hậu Ngô Vương Nam Tấn Vương Ngô Xương Văn 934-950-965 | (2a)Hậu Ngô Vương Nam Tấn Vương Ngô Xương Văn 934-950-965 | (2a)Hậu Ngô Vương Nam Tấn Vương Ngô Xương Văn 934-950-965 | (2a)Hậu Ngô Vương Nam Tấn Vương Ngô Xương Văn 934-950-965 | (2a)Hậu Ngô Vương Nam Tấn Vương Ngô Xương Văn 934-950-965 | (2a)Hậu Ngô Vương Nam Tấn Vương Ngô Xương Văn 934-950-965 |                                    |                                    |                                              |                                              |                                              |                                              |                                              |                                              |         |  |                      |                      |                      |                      |                      |                      |
| Sứ quân Ngô Xương Xí ?-965-968-?                            | Sứ quân Ngô Xương Xí ?-965-968-?                            | Sứ quân Ngô Xương Xí ?-965-968-?                            | Sứ quân Ngô Xương Xí ?-965-968-?                            | Sứ quân Ngô Xương Xí ?-965-968-?                            | Sứ quân Ngô Xương Xí ?-965-968-?                            |  |  | Sứ quân Ngô Nhật Khánh ?-979                              | Sứ quân Ngô Nhật Khánh ?-979                              | Sứ quân Ngô Nhật Khánh ?-979                              | Sứ quân Ngô Nhật Khánh ?-979                              | Sứ quân Ngô Nhật Khánh ?-979                              | Sứ quân Ngô Nhật Khánh ?-979                              |                                    |                                    |                                              |                                              |                                              |                                              |                                              |                                              |         |  |                      |                      |                      |                      |                      |                      |

|                              |                              |                              |                              |                              |                              |  |  |                               |                               |                               |                               |                               |                               |                              |                              |                              |                              |                  |                  |                                |                                |                                |                                |                                |                                |                    |                    |                               |                               |                               |                               |                                |                                |                                |                                |                                |                                |                        |                        |                                        |                                      |                                      |                                      |                                      |                                      |                                      |                                      | Thời kỳ Tự chủ                       | Thời kỳ Tự chủ                       | Thời kỳ Tự chủ                | Thời kỳ Tự chủ                | Thời kỳ Tự chủ                | Thời kỳ Tự chủ                |  |  |                               |                               |                               |                               |                               |                               |       |       | Nhà Ngô                 | Nhà Ngô                 | Nhà Ngô                 | Nhà Ngô                 | Nhà Ngô                 | Nhà Ngô                 |                    |                    |                      |                      |                      |                      |                      |                      |  |  |  |  |  |  |  |  |  |  |  |  |  |  |
|                              |                              |                              |                              |                              |                              |  |  |                               |                               |                               |                               |                               |                               |                              |                              |                              |                              |                  |                  |                                |                                |                                |                                |                                |                                |                    |                    |                               |                               |                               |                               |                                |                                |                                |                                |                                |                                |                        |                        |                                        |                                      |                                      |                                      |                                      |                                      |                                      |                                      | Thời kỳ Tự chủ                       | Thời kỳ Tự chủ                       | Thời kỳ Tự chủ                | Thời kỳ Tự chủ                | Thời kỳ Tự chủ                | Thời kỳ Tự chủ                |  |  | Loạn 12 sứ quân               |                               |                               |                               |                               |                               |       |       | Nhà Ngô                 | Nhà Ngô                 | Nhà Ngô                 | Nhà Ngô                 | Nhà Ngô                 | Nhà Ngô                 |                    |                    |                      |                      |                      |                      |                      |                      |  |  |  |  |  |  |  |  |  |  |  |  |  |  |
|                              |                              |                              |                              |                              |                              |  |  |                               |                               |                               |                               |                               |                               |                              |                              |                              |                              |                  |                  |                                |                                |                                |                                |                                |                                |                    |                    |                               |                               |                               |                               |                                |                                |                                |                                |                                |                                |                        |                        |                                        |                                      |                                      |                                      |                                      |                                      |                                      |                                      | Nhà Đinh                             | Nhà Đinh                             | Nhà Đinh                      | Nhà Đinh                      | Nhà Đinh                      | Nhà Đinh                      |  |  |                               |                               |                               |                               |                               |                               |       |       | Nhà Tiền Lê             | Nhà Tiền Lê             | Nhà Tiền Lê             | Nhà Tiền Lê             | Nhà Tiền Lê             | Nhà Tiền Lê             |                    |                    |                      |                      |                      |                      |                      |                      |  |  |  |  |  |  |  |  |  |  |  |  |  |  |
|                              |                              |                              |                              |                              |                              |  |  |                               |                               |                               |                               |                               |                               |                              |                              |                              |                              |                  |                  |                                |                                |                                |                                |                                |                                |                    |                    |                               |                               |                               |                               |                                |                                |                                |                                |                                |                                |                        |                        |                                        |                                      |                                      |                                      |                                      |                                      |                                      |                                      | Nhà Đinh                             | Nhà Đinh                             | Nhà Đinh                      | Nhà Đinh                      | Nhà Đinh                      | Nhà Đinh                      |  |  | Nhà Lý                        |                               |                               |                               |                               |                               |       |       | Nhà Tiền Lê             | Nhà Tiền Lê             | Nhà Tiền Lê             | Nhà Tiền Lê             | Nhà Tiền Lê             | Nhà Tiền Lê             |                    |                    |                      |                      |                      |                      |                      |                      |  |  |  |  |  |  |  |  |  |  |  |  |  |  |
|                              |                              |                              |                              |                              |                              |  |  |                               |                               |                               |                               |                               |                               |                              |                              |                              |                              |                  |                  |                                |                                |                                |                                |                                |                                |                    |                    |                               |                               |                               |                               |                                |                                |                                |                                |                                |                                |                        |                        |                                        |                                      |                                      |                                      |                                      |                                      |                                      |                                      | kết hôn                              | kết hôn                              | kết hôn                       | kết hôn                       | kết hôn                       | kết hôn                       |  |  |                               |                               |                               |                               |                               |                               |       |       | nữ giới                 | nữ giới                 | nữ giới                 | nữ giới                 | nữ giới                 | nữ giới                 |                    |                    |                      |                      |                      |                      |                      |                      |  |  |  |  |  |  |  |  |  |  |  |  |  |  |
|                              |                              |                              |                              |                              |                              |  |  |                               |                               |                               |                               |                               |                               |                              |                              |                              |                              |                  |                  |                                |                                |                                |                                |                                |                                |                    |                    |                               |                               |                               |                               |                                |                                |                                |                                |                                |                                |                        |                        |                                        |                                      |                                      |                                      |                                      |                                      |                                      |                                      | kết hôn                              | kết hôn                              | kết hôn                       | kết hôn                       | kết hôn                       | kết hôn                       |  |  |                               |                               |                               |                               |                               |                               |       |       | nữ giới                 | nữ giới                 | nữ giới                 | nữ giới                 | nữ giới                 | nữ giới                 |                    |                    |                      |                      |                      |                      |                      |                      |  |  |  |  |  |  |  |  |  |  |  |  |  |  |
|                              |                              |                              |                              |                              |                              |  |  |                               |                               |                               |                               |                               |                               |                              |                              |                              |                              |                  |                  |                                |                                |                                |                                |                                |                                |                    |                    |                               |                               |                               |                               |                                |                                |                                |                                |                                |                                |                        |                        | Thời kỳ Tự chủ (905-938)               |                                      |                                      |                                      |                                      |                                      |                                      |                                      |                                      |                                      |                               |                               |                               |                               |  |  |                               |                               |                               |                               |                               |                               |       |       |                         |                         |                         |                         |                         |                         |                    |                    |                      |                      |                      |                      |                      |                      |  |  |  |  |  |  |  |  |  |  |  |  |  |  |
|                              |                              |                              |                              |                              |                              |  |  |                               |                               |                               |                               |                               |                               |                              |                              |                              |                              |                  |                  |                                |                                |                                |                                |                                |                                |                    |                    |                               |                               |                               |                               |                                |                                |                                |                                |                                |                                |                        |                        | (1)Khúc Thừa Dụ 830-905-907            |                                      |                                      |                                      |                                      |                                      |                                      |                                      |                                      |                                      |                               |                               |                               |                               |  |  |                               |                               |                               |                               |                               |                               |       |       |                         |                         |                         |                         |                         |                         |                    |                    |                      |                      |                      |                      |                      |                      |  |  |  |  |  |  |  |  |  |  |  |  |  |  |
|                              |                              |                              |                              |                              |                              |  |  |                               |                               |                               |                               |                               |                               |                              |                              |                              |                              |                  |                  |                                |                                |                                |                                |                                |                                |                    |                    |                               |                               |                               |                               |                                |                                |                                |                                |                                |                                |                        |                        |                                        |                                      |                                      |                                      |                                      |                                      |                                      |                                      |                                      |                                      |                               |                               |                               |                               |  |  |                               |                               |                               |                               |                               |                               |       |       |                         |                         |                         |                         |                         |                         |                    |                    |                      |                      |                      |                      |                      |                      |  |  |  |  |  |  |  |  |  |  |  |  |  |  |
|                              |                              |                              |                              |                              |                              |  |  |                               |                               |                               |                               |                               |                               |                              |                              |                              |                              |                  |                  |                                |                                |                                |                                |                                |                                |                    |                    |                               |                               |                               |                               |                                |                                |                                |                                |                                |                                |                        |                        | (2)Khúc Hạo 860-907-917                |                                      |                                      |                                      |                                      |                                      |                                      |                                      |                                      |                                      |                               |                               |                               |                               |  |  |                               |                               |                               |                               |                               |                               |       |       |                         |                         |                         |                         |                         |                         |                    |                    |                      |                      |                      |                      |                      |                      |  |  |  |  |  |  |  |  |  |  |  |  |  |  |
|                              |                              |                              |                              |                              |                              |  |  |                               |                               |                               |                               |                               |                               |                              |                              |                              |                              |                  |                  |                                |                                |                                |                                |                                |                                |                    |                    |                               |                               |                               |                               | (gia tướng)                    | (gia tướng)                    | (gia tướng)                    | (gia tướng)                    | (gia tướng)                    | (gia tướng)                    |                        |                        |                                        |                                      |                                      |                                      |                                      |                                      |                                      |                                      | (gia tướng)                          | (gia tướng)                          | (gia tướng)                   | (gia tướng)                   | (gia tướng)                   | (gia tướng)                   |  |  |                               |                               |                               |                               |                               |                               |       |       |                         |                         |                         |                         |                         |                         |                    |                    |                      |                      |                      |                      |                      |                      |  |  |  |  |  |  |  |  |  |  |  |  |  |  |
|                              |                              |                              |                              |                              |                              |  |  |                               |                               |                               |                               |                               |                               |                              |                              |                              |                              |                  |                  |                                |                                |                                |                                |                                |                                |                    |                    |                               |                               |                               |                               | (gia tướng)                    | (gia tướng)                    | (gia tướng)                    | (gia tướng)                    | (gia tướng)                    | (gia tướng)                    |                        |                        |                                        |                                      |                                      |                                      |                                      |                                      |                                      |                                      | (gia tướng)                          | (gia tướng)                          | (gia tướng)                   | (gia tướng)                   | (gia tướng)                   | (gia tướng)                   |  |  |                               |                               |                               |                               |                               |                               |       |       |                         |                         |                         |                         |                         |                         |                    |                    |                      |                      |                      |                      |                      |                      |  |  |  |  |  |  |  |  |  |  |  |  |  |  |
|                              |                              |                              |                              |                              |                              |  |  |                               |                               |                               |                               |                               |                               |                              |                              |                              |                              |                  |                  | (4)Dương Đình Nghệ 874-931-937 | (4)Dương Đình Nghệ 874-931-937 | (4)Dương Đình Nghệ 874-931-937 | (4)Dương Đình Nghệ 874-931-937 | (4)Dương Đình Nghệ 874-931-937 | (4)Dương Đình Nghệ 874-931-937 |                    |                    |                               |                               |                               |                               |                                |                                |                                |                                |                                |                                |                        |                        | (3)Khúc Thừa Mỹ 874-917- 923/930-931   | (3)Khúc Thừa Mỹ 874-917- 923/930-931 | (3)Khúc Thừa Mỹ 874-917- 923/930-931 | (3)Khúc Thừa Mỹ 874-917- 923/930-931 | (3)Khúc Thừa Mỹ 874-917- 923/930-931 | (3)Khúc Thừa Mỹ 874-917- 923/930-931 |                                      |                                      |                                      |                                      |                               |                               |                               |                               |  |  | (5)Kiều Công Tiễn 870-937-938 | (5)Kiều Công Tiễn 870-937-938 | (5)Kiều Công Tiễn 870-937-938 | (5)Kiều Công Tiễn 870-937-938 | (5)Kiều Công Tiễn 870-937-938 | (5)Kiều Công Tiễn 870-937-938 |       |       |                         |                         |                         |                         |                         |                         |                    |                    |                      |                      |                      |                      |                      |                      |  |  |  |  |  |  |  |  |  |  |  |  |  |  |
|                              |                              |                              |                              |                              |                              |  |  | (gia tướng)                   |                               |                               |                               |                               |                               |                              |                              |                              |                              |                  |                  | (4)Dương Đình Nghệ 874-931-937 | (4)Dương Đình Nghệ 874-931-937 | (4)Dương Đình Nghệ 874-931-937 | (4)Dương Đình Nghệ 874-931-937 | (4)Dương Đình Nghệ 874-931-937 | (4)Dương Đình Nghệ 874-931-937 |                    |                    |                               |                               |                               |                               |                                |                                |                                |                                |                                |                                |                        |                        | (3)Khúc Thừa Mỹ 874-917- 923/930-931   | (3)Khúc Thừa Mỹ 874-917- 923/930-931 | (3)Khúc Thừa Mỹ 874-917- 923/930-931 | (3)Khúc Thừa Mỹ 874-917- 923/930-931 | (3)Khúc Thừa Mỹ 874-917- 923/930-931 | (3)Khúc Thừa Mỹ 874-917- 923/930-931 |                                      |                                      |                                      |                                      |                               |                               |                               |                               |  |  | (5)Kiều Công Tiễn 870-937-938 | (5)Kiều Công Tiễn 870-937-938 | (5)Kiều Công Tiễn 870-937-938 | (5)Kiều Công Tiễn 870-937-938 | (5)Kiều Công Tiễn 870-937-938 | (5)Kiều Công Tiễn 870-937-938 |       |       |                         |                         |                         |                         |                         |                         |                    |                    |                      |                      |                      |                      |                      |                      |  |  |  |  |  |  |  |  |  |  |  |  |  |  |
|                              |                              |                              |                              |                              |                              |  |  |                               |                               |                               |                               |                               |                               |                              |                              |                              |                              |                  |                  |                                |                                |                                |                                |                                |                                |                    |                    |                               |                               |                               |                               |                                |                                |                                |                                |                                |                                |                        |                        |                                        |                                      |                                      |                                      |                                      |                                      |                                      |                                      |                                      |                                      |                               |                               |                               |                               |  |  |                               |                               |                               |                               |                               |                               |       |       |                         |                         |                         |                         |                         |                         |                    |                    |                      |                      |                      |                      |                      |                      |  |  |  |  |  |  |  |  |  |  |  |  |  |  |
| Nhà Ngô (939-965)            |                              |                              |                              |                              |                              |  |  |                               |                               |                               |                               |                               |                               |                              |                              |                              |                              |                  |                  |                                |                                |                                |                                |                                |                                |                    |                    |                               |                               |                               |                               |                                |                                |                                |                                |                                |                                |                        |                        |                                        |                                      |                                      |                                      |                                      |                                      |                                      |                                      |                                      |                                      |                               |                               |                               |                               |  |  |                               |                               |                               |                               |                               |                               |       |       |                         |                         |                         |                         |                         |                         |                    |                    |                      |                      |                      |                      |                      |                      |  |  |  |  |  |  |  |  |  |  |  |  |  |  |
|                              |                              |                              |                              |                              |                              |  |  |                               |                               |                               |                               |                               |                               |                              |                              |                              |                              |                  |                  |                                |                                |                                |                                |                                |                                |                    |                    |                               |                               |                               |                               |                                |                                |                                |                                |                                |                                |                        |                        |                                        |                                      |                                      |                                      |                                      |                                      |                                      |                                      |                                      |                                      |                               |                               |                               |                               |  |  |                               |                               |                               |                               |                               |                               |       |       |                         |                         |                         |                         |                         |                         |                    |                    |                      |                      |                      |                      |                      |                      |  |  |  |  |  |  |  |  |  |  |  |  |  |  |
| (1)Ngô Quyền 898-939-944     | (1)Ngô Quyền 898-939-944     | (1)Ngô Quyền 898-939-944     | (1)Ngô Quyền 898-939-944     | (1)Ngô Quyền 898-939-944     | (1)Ngô Quyền 898-939-944     |  |  | Dương Như Ngọc ?-?            | Dương Như Ngọc ?-?            | Dương Như Ngọc ?-?            | Dương Như Ngọc ?-?            | Dương Như Ngọc ?-?            | Dương Như Ngọc ?-?            |                              |                              |                              |                              |                  |                  |                                |                                |                                |                                |                                |                                |                    |                    |                               |                               |                               |                               | (2)Dương Tam Kha ?-944-950-980 | (2)Dương Tam Kha ?-944-950-980 | (2)Dương Tam Kha ?-944-950-980 | (2)Dương Tam Kha ?-944-950-980 | (2)Dương Tam Kha ?-944-950-980 | (2)Dương Tam Kha ?-944-950-980 |                        |                        |                                        |                                      |                                      |                                      |                                      |                                      |                                      |                                      |                                      |                                      |                               |                               |                               |                               |  |  | Kiều Công Chuẩn ?-?           | Kiều Công Chuẩn ?-?           | Kiều Công Chuẩn ?-?           | Kiều Công Chuẩn ?-?           | Kiều Công Chuẩn ?-?           | Kiều Công Chuẩn ?-?           |       |       |                         |                         |                         |                         |                         |                         |                    |                    |                      |                      |                      |                      |                      |                      |  |  |  |  |  |  |  |  |  |  |  |  |  |  |
| (1)Ngô Quyền 898-939-944     | (1)Ngô Quyền 898-939-944     | (1)Ngô Quyền 898-939-944     | (1)Ngô Quyền 898-939-944     | (1)Ngô Quyền 898-939-944     | (1)Ngô Quyền 898-939-944     |  |  | Dương Như Ngọc ?-?            | Dương Như Ngọc ?-?            | Dương Như Ngọc ?-?            | Dương Như Ngọc ?-?            | Dương Như Ngọc ?-?            | Dương Như Ngọc ?-?            |                              |                              |                              |                              |                  |                  |                                |                                |                                |                                |                                |                                |                    |                    |                               |                               |                               |                               | (2)Dương Tam Kha ?-944-950-980 | (2)Dương Tam Kha ?-944-950-980 | (2)Dương Tam Kha ?-944-950-980 | (2)Dương Tam Kha ?-944-950-980 | (2)Dương Tam Kha ?-944-950-980 | (2)Dương Tam Kha ?-944-950-980 |                        |                        |                                        |                                      |                                      |                                      |                                      |                                      |                                      |                                      |                                      |                                      |                               |                               |                               |                               |  |  | Kiều Công Chuẩn ?-?           | Kiều Công Chuẩn ?-?           | Kiều Công Chuẩn ?-?           | Kiều Công Chuẩn ?-?           | Kiều Công Chuẩn ?-?           | Kiều Công Chuẩn ?-?           |       |       |                         |                         |                         |                         |                         |                         |                    |                    |                      |                      |                      |                      |                      |                      |  |  |  |  |  |  |  |  |  |  |  |  |  |  |
|                              |                              |                              |                              |                              |                              |  |  |                               |                               |                               |                               |                               |                               |                              |                              | (nhận nuôi)                  |                              |                  |                  |                                |                                |                                |                                |                                |                                |                    |                    |                               |                               |                               |                               |                                |                                |                                |                                |                                |                                |                        |                        |                                        |                                      |                                      |                                      |                                      |                                      |                                      |                                      |                                      |                                      |                               |                               |                               |                               |  |  |                               |                               |                               |                               |                               |                               |       |       |                         |                         |                         |                         |                         |                         |                    |                    |                      |                      |                      |                      |                      |                      |  |  |  |  |  |  |  |  |  |  |  |  |  |  |
|                              |                              |                              |                              |                              |                              |  |  |                               |                               |                               |                               |                               |                               |                              |                              |                              |                              |                  |                  |                                |                                |                                |                                |                                |                                |                    |                    |                               |                               |                               |                               |                                |                                |                                |                                |                                |                                |                        |                        |                                        |                                      |                                      |                                      |                                      |                                      |                                      |                                      |                                      |                                      |                               |                               |                               |                               |  |  |                               |                               |                               |                               |                               |                               |       |       |                         |                         |                         |                         |                         |                         |                    |                    |                      |                      |                      |                      |                      |                      |  |  |  |  |  |  |  |  |  |  |  |  |  |  |
|                              |                              |                              |                              |                              |                              |  |  |                               |                               |                               |                               |                               |                               |                              |                              |                              |                              |                  |                  |                                |                                |                                |                                | Nhà Đinh (968-980)             | Nhà Đinh (968-980)             | Nhà Đinh (968-980) | Nhà Đinh (968-980) | Nhà Đinh (968-980)            | Nhà Đinh (968-980)            |                               |                               |                                |                                |                                |                                |                                |                                |                        |                        | Nhà Tiền Lê (980-1009)                 | Nhà Tiền Lê (980-1009)               | Nhà Tiền Lê (980-1009)               | Nhà Tiền Lê (980-1009)               | Nhà Tiền Lê (980-1009)               | Nhà Tiền Lê (980-1009)               |                                      |                                      |                                      |                                      |                               |                               |                               |                               |  |  |                               |                               |                               |                               |                               |                               |       |       |                         |                         |                         |                         |                         |                         |                    |                    |                      |                      |                      |                      |                      |                      |  |  |  |  |  |  |  |  |  |  |  |  |  |  |
| (3b)Ngô Xương Ngập ?-951-954 | (3b)Ngô Xương Ngập ?-951-954 | (3b)Ngô Xương Ngập ?-951-954 | (3b)Ngô Xương Ngập ?-951-954 | (3b)Ngô Xương Ngập ?-951-954 | (3b)Ngô Xương Ngập ?-951-954 |  |  | (3a)Ngô Xương Văn 934-950-965 | (3a)Ngô Xương Văn 934-950-965 | (3a)Ngô Xương Văn 934-950-965 | (3a)Ngô Xương Văn 934-950-965 | (3a)Ngô Xương Văn 934-950-965 | (3a)Ngô Xương Văn 934-950-965 |                              |                              | Ngô phu nhân ?-?             | Ngô phu nhân ?-?             | Ngô phu nhân ?-? | Ngô phu nhân ?-? | Ngô phu nhân ?-?               | Ngô phu nhân ?-?               |                                |                                | Nhà Đinh (968-980)             | Nhà Đinh (968-980)             | Nhà Đinh (968-980) | Nhà Đinh (968-980) | Nhà Đinh (968-980)            | Nhà Đinh (968-980)            | (1)Đinh Bộ Lĩnh 924-968-979   | (1)Đinh Bộ Lĩnh 924-968-979   | (1)Đinh Bộ Lĩnh 924-968-979    | (1)Đinh Bộ Lĩnh 924-968-979    | (1)Đinh Bộ Lĩnh 924-968-979    | (1)Đinh Bộ Lĩnh 924-968-979    |                                |                                | Dương Vân Nga 952-1000 | Dương Vân Nga 952-1000 | Dương Vân Nga 952-1000                 | Dương Vân Nga 952-1000               | Dương Vân Nga 952-1000               | Dương Vân Nga 952-1000               | Nhà Tiền Lê (980-1009)               | Nhà Tiền Lê (980-1009)               |                                      |                                      | (1)Lê Hoàn 941-980-1005              | (1)Lê Hoàn 941-980-1005              | (1)Lê Hoàn 941-980-1005       | (1)Lê Hoàn 941-980-1005       | (1)Lê Hoàn 941-980-1005       | (1)Lê Hoàn 941-980-1005       |  |  | Chi hầu Diệu nữ ?-?           | Chi hầu Diệu nữ ?-?           | Chi hầu Diệu nữ ?-?           | Chi hầu Diệu nữ ?-?           | Chi hầu Diệu nữ ?-?           | Chi hầu Diệu nữ ?-?           |       |       | Kiều Công Hãn ?-966-967 | Kiều Công Hãn ?-966-967 | Kiều Công Hãn ?-966-967 | Kiều Công Hãn ?-966-967 | Kiều Công Hãn ?-966-967 | Kiều Công Hãn ?-966-967 |                    |                    | Kiều Thuận ?-966-967 | Kiều Thuận ?-966-967 | Kiều Thuận ?-966-967 | Kiều Thuận ?-966-967 | Kiều Thuận ?-966-967 | Kiều Thuận ?-966-967 |  |  |  |  |  |  |  |  |  |  |  |  |  |  |
| (3b)Ngô Xương Ngập ?-951-954 | (3b)Ngô Xương Ngập ?-951-954 | (3b)Ngô Xương Ngập ?-951-954 | (3b)Ngô Xương Ngập ?-951-954 | (3b)Ngô Xương Ngập ?-951-954 | (3b)Ngô Xương Ngập ?-951-954 |  |  | (3a)Ngô Xương Văn 934-950-965 | (3a)Ngô Xương Văn 934-950-965 | (3a)Ngô Xương Văn 934-950-965 | (3a)Ngô Xương Văn 934-950-965 | (3a)Ngô Xương Văn 934-950-965 | (3a)Ngô Xương Văn 934-950-965 |                              |                              | Ngô phu nhân ?-?             | Ngô phu nhân ?-?             | Ngô phu nhân ?-? | Ngô phu nhân ?-? | Ngô phu nhân ?-?               | Ngô phu nhân ?-?               |                                |                                |                                |                                |                    |                    |                               |                               | (1)Đinh Bộ Lĩnh 924-968-979   | (1)Đinh Bộ Lĩnh 924-968-979   | (1)Đinh Bộ Lĩnh 924-968-979    | (1)Đinh Bộ Lĩnh 924-968-979    | (1)Đinh Bộ Lĩnh 924-968-979    | (1)Đinh Bộ Lĩnh 924-968-979    |                                |                                | Dương Vân Nga 952-1000 | Dương Vân Nga 952-1000 | Dương Vân Nga 952-1000                 | Dương Vân Nga 952-1000               | Dương Vân Nga 952-1000               | Dương Vân Nga 952-1000               |                                      |                                      |                                      |                                      | (1)Lê Hoàn 941-980-1005              | (1)Lê Hoàn 941-980-1005              | (1)Lê Hoàn 941-980-1005       | (1)Lê Hoàn 941-980-1005       | (1)Lê Hoàn 941-980-1005       | (1)Lê Hoàn 941-980-1005       |  |  | Chi hầu Diệu nữ ?-?           | Chi hầu Diệu nữ ?-?           | Chi hầu Diệu nữ ?-?           | Chi hầu Diệu nữ ?-?           | Chi hầu Diệu nữ ?-?           | Chi hầu Diệu nữ ?-?           |       |       | Kiều Công Hãn ?-966-967 | Kiều Công Hãn ?-966-967 | Kiều Công Hãn ?-966-967 | Kiều Công Hãn ?-966-967 | Kiều Công Hãn ?-966-967 | Kiều Công Hãn ?-966-967 |                    |                    | Kiều Thuận ?-966-967 | Kiều Thuận ?-966-967 | Kiều Thuận ?-966-967 | Kiều Thuận ?-966-967 | Kiều Thuận ?-966-967 | Kiều Thuận ?-966-967 |  |  |  |  |  |  |  |  |  |  |  |  |  |  |
|                              |                              |                              |                              |                              |                              |  |  |                               |                               |                               |                               |                               |                               |                              |                              |                              |                              |                  |                  |                                |                                |                                |                                |                                |                                |                    |                    |                               |                               |                               |                               |                                |                                |                                |                                |                                |                                |                        |                        |                                        |                                      |                                      |                                      |                                      |                                      |                                      |                                      |                                      |                                      |                               |                               |                               |                               |  |  |                               |                               |                               |                               |                               |                               |       |       |                         |                         |                         |                         |                         |                         |                    |                    |                      |                      |                      |                      |                      |                      |  |  |  |  |  |  |  |  |  |  |  |  |  |  |
|                              |                              |                              |                              |                              |                              |  |  |                               |                               |                               |                               |                               |                               |                              |                              |                              |                              |                  |                  |                                |                                |                                |                                |                                |                                |                    |                    |                               |                               |                               |                               |                                |                                |                                |                                |                                |                                |                        |                        |                                        |                                      |                                      |                                      |                                      |                                      |                                      |                                      |                                      |                                      |                               |                               |                               |                               |  |  |                               |                               |                               |                               |                               |                               |       |       |                         |                         |                         |                         |                         |                         |                    |                    |                      |                      |                      |                      |                      |                      |  |  |  |  |  |  |  |  |  |  |  |  |  |  |
|                              |                              |                              |                              |                              |                              |  |  |                               |                               |                               |                               |                               |                               |                              |                              |                              |                              |                  |                  | Đinh Hạng Lang ?-979           | Đinh Hạng Lang ?-979           | Đinh Hạng Lang ?-979           | Đinh Hạng Lang ?-979           | Đinh Hạng Lang ?-979           | Đinh Hạng Lang ?-979           |                    |                    | (2)Đinh Toàn 974-979-980-1001 | (2)Đinh Toàn 974-979-980-1001 | (2)Đinh Toàn 974-979-980-1001 | (2)Đinh Toàn 974-979-980-1001 | (2)Đinh Toàn 974-979-980-1001  | (2)Đinh Toàn 974-979-980-1001  |                                |                                |                                |                                |                        |                        | (2)Lê Long Việt 983-1005               | (2)Lê Long Việt 983-1005             | (2)Lê Long Việt 983-1005             | (2)Lê Long Việt 983-1005             | (2)Lê Long Việt 983-1005             | (2)Lê Long Việt 983-1005             |                                      |                                      | (3)Lê Long Đĩnh 986-1005-1009        | (3)Lê Long Đĩnh 986-1005-1009        | (3)Lê Long Đĩnh 986-1005-1009 | (3)Lê Long Đĩnh 986-1005-1009 | (3)Lê Long Đĩnh 986-1005-1009 | (3)Lê Long Đĩnh 986-1005-1009 |  |  |                               |                               |                               |                               |                               |                               |       |       |                         |                         |                         |                         |                         |                         |                    |                    |                      |                      |                      |                      |                      |                      |  |  |  |  |  |  |  |  |  |  |  |  |  |  |
| (con)                        | (con)                        | (con)                        | (con)                        | (con)                        | (con)                        |  |  |                               |                               |                               |                               | (con)                         | (con)                         | (con)                        | (con)                        | (con)                        | (con)                        |                  |                  | Đinh Hạng Lang ?-979           | Đinh Hạng Lang ?-979           | Đinh Hạng Lang ?-979           | Đinh Hạng Lang ?-979           | Đinh Hạng Lang ?-979           | Đinh Hạng Lang ?-979           |                    |                    | (2)Đinh Toàn 974-979-980-1001 | (2)Đinh Toàn 974-979-980-1001 | (2)Đinh Toàn 974-979-980-1001 | (2)Đinh Toàn 974-979-980-1001 | (2)Đinh Toàn 974-979-980-1001  | (2)Đinh Toàn 974-979-980-1001  |                                |                                | (con)                          | (con)                          | (con)                  | (con)                  | (con)                                  | (con)                                | (2)Lê Long Việt 983-1005             | (2)Lê Long Việt 983-1005             | (2)Lê Long Việt 983-1005             | (2)Lê Long Việt 983-1005             |                                      |                                      | (3)Lê Long Đĩnh 986-1005-1009        | (3)Lê Long Đĩnh 986-1005-1009        | (3)Lê Long Đĩnh 986-1005-1009 | (3)Lê Long Đĩnh 986-1005-1009 | (3)Lê Long Đĩnh 986-1005-1009 | (3)Lê Long Đĩnh 986-1005-1009 |  |  |                               |                               | (con)                         | (con)                         | (con)                         | (con)                         | (con) | (con) |                         |                         | Nhà Lý (1009-1225)      | Nhà Lý (1009-1225)      | Nhà Lý (1009-1225)      | Nhà Lý (1009-1225)      | Nhà Lý (1009-1225) | Nhà Lý (1009-1225) |                      |                      |                      |                      |                      |                      |  |  |  |  |  |  |  |  |  |  |  |  |  |  |
| (con)                        | (con)                        | (con)                        | (con)                        | (con)                        | (con)                        |  |  |                               |                               |                               |                               | (con)                         | (con)                         | (con)                        | (con)                        | (con)                        | (con)                        |                  |                  |                                |                                |                                |                                |                                |                                |                    |                    |                               |                               |                               |                               |                                |                                |                                |                                | (con)                          | (con)                          | (con)                  | (con)                  | (con)                                  | (con)                                |                                      |                                      |                                      |                                      |                                      |                                      |                                      |                                      |                               |                               |                               |                               |  |  |                               |                               | (con)                         | (con)                         | (con)                         | (con)                         | (con) | (con) |                         |                         | Nhà Lý (1009-1225)      | Nhà Lý (1009-1225)      | Nhà Lý (1009-1225)      | Nhà Lý (1009-1225)      | Nhà Lý (1009-1225) | Nhà Lý (1009-1225) |                      |                      |                      |                      |                      |                      |  |  |  |  |  |  |  |  |  |  |  |  |  |  |
| Ngô Xương Xí ?-965-968-?     | Ngô Xương Xí ?-965-968-?     | Ngô Xương Xí ?-965-968-?     | Ngô Xương Xí ?-965-968-?     | Ngô Xương Xí ?-965-968-?     | Ngô Xương Xí ?-965-968-?     |  |  |                               |                               |                               |                               | Ngô Nhật Khánh ?-966-968-979  | Ngô Nhật Khánh ?-966-968-979  | Ngô Nhật Khánh ?-966-968-979 | Ngô Nhật Khánh ?-966-968-979 | Ngô Nhật Khánh ?-966-968-979 | Ngô Nhật Khánh ?-966-968-979 |                  |                  | Đinh Phất Kim ?-?              | Đinh Phất Kim ?-?              | Đinh Phất Kim ?-?              | Đinh Phất Kim ?-?              | Đinh Phất Kim ?-?              | Đinh Phất Kim ?-?              |                    |                    | Đinh Liễn 945-979             | Đinh Liễn 945-979             | Đinh Liễn 945-979             | Đinh Liễn 945-979             | Đinh Liễn 945-979              | Đinh Liễn 945-979              |                                |                                | Lê Thị Phất Ngân ?-?           | Lê Thị Phất Ngân ?-?           | Lê Thị Phất Ngân ?-?   | Lê Thị Phất Ngân ?-?   | Lê Thị Phất Ngân ?-?                   | Lê Thị Phất Ngân ?-?                 |                                      |                                      | (1)Thái Tổ Lý Công Uẩn 974-1009-1028 | (1)Thái Tổ Lý Công Uẩn 974-1009-1028 | (1)Thái Tổ Lý Công Uẩn 974-1009-1028 | (1)Thái Tổ Lý Công Uẩn 974-1009-1028 | (1)Thái Tổ Lý Công Uẩn 974-1009-1028 | (1)Thái Tổ Lý Công Uẩn 974-1009-1028 |                               |                               |                               |                               |  |  |                               |                               |                               |                               |                               |                               |       |       |                         |                         |                         |                         |                         |                         |                    |                    |                      |                      |                      |                      |                      |                      |  |  |  |  |  |  |  |  |  |  |  |  |  |  |
| Ngô Xương Xí ?-965-968-?     | Ngô Xương Xí ?-965-968-?     | Ngô Xương Xí ?-965-968-?     | Ngô Xương Xí ?-965-968-?     | Ngô Xương Xí ?-965-968-?     | Ngô Xương Xí ?-965-968-?     |  |  |                               |                               |                               |                               | Ngô Nhật Khánh ?-966-968-979  | Ngô Nhật Khánh ?-966-968-979  | Ngô Nhật Khánh ?-966-968-979 | Ngô Nhật Khánh ?-966-968-979 | Ngô Nhật Khánh ?-966-968-979 | Ngô Nhật Khánh ?-966-968-979 |                  |                  | Đinh Phất Kim ?-?              | Đinh Phất Kim ?-?              | Đinh Phất Kim ?-?              | Đinh Phất Kim ?-?              | Đinh Phất Kim ?-?              | Đinh Phất Kim ?-?              |                    |                    | Đinh Liễn 945-979             | Đinh Liễn 945-979             | Đinh Liễn 945-979             | Đinh Liễn 945-979             | Đinh Liễn 945-979              | Đinh Liễn 945-979              |                                |                                | Lê Thị Phất Ngân ?-?           | Lê Thị Phất Ngân ?-?           | Lê Thị Phất Ngân ?-?   | Lê Thị Phất Ngân ?-?   | Lê Thị Phất Ngân ?-?                   | Lê Thị Phất Ngân ?-?                 |                                      |                                      | (1)Thái Tổ Lý Công Uẩn 974-1009-1028 | (1)Thái Tổ Lý Công Uẩn 974-1009-1028 | (1)Thái Tổ Lý Công Uẩn 974-1009-1028 | (1)Thái Tổ Lý Công Uẩn 974-1009-1028 | (1)Thái Tổ Lý Công Uẩn 974-1009-1028 | (1)Thái Tổ Lý Công Uẩn 974-1009-1028 |                               |                               |                               |                               |  |  |                               |                               |                               |                               |                               |                               |       |       |                         |                         |                         |                         |                         |                         |                    |                    |                      |                      |                      |                      |                      |                      |  |  |  |  |  |  |  |  |  |  |  |  |  |  |
|                              |                              |                              |                              |                              |                              |  |  |                               |                               |                               |                               |                               |                               |                              |                              |                              |                              |                  |                  |                                |                                |                                |                                |                                |                                |                    |                    |                               |                               |                               |                               |                                |                                |                                |                                |                                |                                |                        |                        |                                        |                                      |                                      |                                      |                                      |                                      |                                      |                                      |                                      |                                      |                               |                               |                               |                               |  |  |                               |                               |                               |                               |                               |                               |       |       |                         |                         |                         |                         |                         |                         |                    |                    |                      |                      |                      |                      |                      |                      |  |  |  |  |  |  |  |  |  |  |  |  |  |  |
|                              |                              |                              |                              |                              |                              |  |  |                               |                               |                               |                               |                               |                               |                              |                              |                              |                              |                  |                  |                                |                                |                                |                                |                                |                                |                    |                    |                               |                               |                               |                               |                                |                                |                                |                                |                                |                                |                        |                        | (2)Thái Tông Lý Phật Mã 1000-1028-1054 |                                      |                                      |                                      |                                      |                                      |                                      |                                      |                                      |                                      |                               |                               |                               |                               |  |  |                               |                               |                               |                               |                               |                               |       |       |                         |                         |                         |                         |                         |                         |                    |                    |                      |                      |                      |                      |                      |                      |  |  |  |  |  |  |  |  |  |  |  |  |  |  |
|                              |                              |                              |                              |                              |                              |  |  |                               |                               |                               |                               |                               |                               |                              |                              |                              |                              |                  |                  |                                |                                |                                |                                |                                |                                |                    |                    |                               |                               |                               |                               |                                |                                |                                |                                |                                |                                |                        |                        |                                        |                                      |                                      |                                      |                                      |                                      |                                      |                                      |                                      |                                      |                               |                               |                               |                               |  |  |                               |                               |                               |                               |                               |                               |       |       |                         |                         |                         |                         |                         |                         |                    |                    |                      |                      |                      |                      |                      |                      |  |  |  |  |  |  |  |  |  |  |  |  |  |  |
|                              |                              |                              |                              |                              |                              |  |  |                               |                               |                               |                               |                               |                               |                              |                              |                              |                              |                  |                  |                                |                                |                                |                                |                                |                                |                    |                    |                               |                               |                               |                               |                                |                                |                                |                                |                                |                                |                        |                        |                                        |                                      |                                      |                                      |                                      |                                      |                                      |                                      |                                      |                                      |                               |                               |                               |                               |  |  |                               |                               |                               |                               |                               |                               |       |       |                         |                         |                         |                         |                         |                         |                    |                    |                      |                      |                      |                      |                      |                      |  |  |  |  |  |  |  |  |  |  |  |  |  |  |